# Сасета (Прато)
Сасета је насеље у Италији у округу Прато, региону Тоскана.
Према процени из 2011. у насељу је живело 285 становника. Насеље се налази на надморској висини од 457 м.